# Nikolaus III. Eppenreither
Nikolaus III. Eppenreither war Abt des Klosters Waldsassen von 1417 bis 1433.
Nikolaus III. Eppenreither war Abt des Klosters Waldsassen zur Zeit der Hussitenkriege. Er war im regelmäßigen Kontakt mit dem Egerer Rat, um sich über die Pläne der Hussiten und gegenseitigen Beistand im Falle einer Bedrohung auszutauschen. Ein Überfall auf das Kloster erfolgte aber in dieser Zeit nicht durch die Hussiten, sondern im Zuge einer Fehde durch Ritter Hynko/Hynek Kruschina von Schwanberg und dessen Anhängern. 1430 plünderte Hynko das Kloster, indem er Inventar und Nutzvieh an sich nahm. Die zugehörigen Ortschaften der Umgebung wurden niedergebrannt. In dieser Zeit beschwerte sich der Rat von Elbogen über den Ritter, der offenbar die Rechtlosigkeit in den Wirren des Bürgerkrieges für sich ausnutzte. Geschichtsforscher wie der Prager Bischof Karel Kašpar ordneten Hynko Kruschina von Schwanberg fälschlicherweise den Hussiten zu, denen die Plünderung eines Klosters wie Waldsassen plausibel zuzuschreiben gewesen wäre. Erst im Jahr 1433 unter Abt Johannes VI. Wendel kam es zu einer größeren Plünderung unter dem Hussitenführer Jakoubek von Vřesovice, wobei Personen offenbar nicht zu Schaden kamen.